# Elaeagnus macrantha
Elaeagnus macrantha — вид квіткових рослин з родини маслинкових (Elaeagnaceae). Поширення: Китай (південний Юньнань).

## Середовище
Населяє густі ліси; на висотах 700–1800 метрів.

## Біоморфологічна характеристика
Це прямовисний вічнозелений кущ 2–3 метри заввишки. Старі гілки голі; молоді гілки коричневі лускаті. Ніжка листка 7–10 мм; листова пластинка еліптична або довгаста, 7–13 × 3.5–5 см, знизу сріблясто-луската, коричнева на жилках у молодому віці, гола в зрілому віці, зверху голі, за винятком кількох коричневих лусочок уздовж основи середньої жилки в зрілому віці, основа округла або клиноподібна, край злегка хвилястий, верхівка гостра. Квітки по 1–5 на тонкому короткому пазушному пагоні, вісь біло луската. Квітконіжка 2–5 мм. Чашечка біла, зовні густо сріблясто луската; трубка широко дзвонова, 8–9 мм; частки широко трикутні, 5–7 мм, всередині з білими зірчастими волосками/глибоко розділеними лусками. Кістянка довгаста, ≈ 2.3 × 1.1 см, густо іржаво-луската. Цвітіння: грудень — лютий; плодіння: весна і літо.